# Конфолан Пор Дје
Конфолан Пор Дје (фр. Confolent-Port-Dieu) насеље је и општина у централној Француској у региону Лимузен, у департману Корез која припада префектури Исел.
По подацима из 2011. године у општини је живело 27 становника, а густина насељености је износила 3,19 становника/km². Општина се простире на површини од 8,47 km². Налази се на средњој надморској висини од 766 метара (максималној 786 m, а минималној 520 m).

## Демографија
| 1962. | 1968. | 1975. | 1982. | 1990. | 1999. | 2011. |
| ----- | ----- | ----- | ----- | ----- | ----- | ----- |
| 48    | 57    | 40    | 30    | 38    | 39    | 27    |

График промене броја становника у току последњих година